# Majd elválik! (film, 1998)
Majd elválik! (Hope Floats) Forest Whitaker 1998-ban bemutatott romantikus filmdrámája. A forgatókönyvet saját ötlete alapján Steve Rogers írta.  A főszerepben Sandra Bullock.  A film a 20th Century Fox megbízásából készült.
A film szereplői három filmes díjat kaptak, és további hét jelölést.
A film Birdee Pruitt széthullott házasságáról és életéről szól, amit újra akar kezdeni messze hűtlen férjétől, Billtől.

## Cselekménye
Egy harsány és alantas érzelmekre építő amerikai show-műsorban egy nő arról beszél, hogy legjobb barátnőjének férje a szeretője lett. A műsorba a barátnőt, Birdee Pruittot (Sandra Bullock) is meghívták, aki a bejelentésig egy hangszigetelt fülkében várakozott, így megdöbbenve hallja, amikor barátnője megismétli, hogy egy éve a szeretője lett Birdee férjének, Billnek. A műsor újabb vendége, Bill is egy hangszigetelt fülkében várakozott, és amikor bevezetik, ő is megerősíti az információt, ami nagyon ledöbbenti Birdee-t, kislánya pedig sírva fakad a nézőtéren.
Birdee összecsomagol és kislányával együtt hosszú autóútra indul Chicagóból Texas állam egyik kisvárosába, Smithville-be, a szüleihez. Útközben elmondja a lányának, hogy ő a középiskolában szépségkirálynő volt, egymás után három alkalommal. A lánya szerint Smithville annyira kis település, hogy csak a texasi térképeken van rajta.
Birdee apja Alzheimer-kóros, ezért egy otthonban él, ahol Birdee az anyjával és a lányával együtt meglátogatja. Apjának aznap éppen "rossz" napja van, ezért nem tud kommunikálni velük, de figyelmesen nézi a lánya arcát.
Birdee-nek felszínes kapcsolata volt az anyjával gyerekkorában, ezért nehezen hangolódnak össze. Birdee-nek hiányzik a férje, akit még mindig szeret, és az első napokban magába roskad, szinte nem is akar felkelni az ágyból, vagy egész nap pongyolában mászkál. Anyja egy ácsmunkára áthívja Justin Matisse-t, akit Birdee a középiskolából ismer, de nincs jó véleménnyel róla, és nem is akar találkozni vele. Birdee lánya, Bernice is ellenségesen viselkedik a férfival.
Birdee szeretne munkát kapni a kisvárosban, de a munkaközvetítő (aki gyerekkorában kövér kislány volt, és Birdee bizonyára megbántotta, bár ő nem emlékszik rá) jól emlékszik Birdee-re, és nem nagyon akar segíteni neki. Végül kiderítik, hogy Birdee szeret fotózni, ezért mivel a helyi újságnál nem keresnek fotóst, egy fényképek nagyításával foglalkozó boltban kap állást.
Justin elhívja Birdee-t vacsorázni, de végül pecázás lesz a dologból.
Bernice röplabdázás közben véletlenül egy kövér kislány arcát találja el a labdával, aki már korábban csúfolta őt, ezért másnap kissé összeverekszenek.
Egy texasi táncmulatságon Justin felkéri Birdee-t táncolni és igen jól mulatnak együtt. A férfi elhívja magához, hogy megmutassa a fából készült házát, aminek nagy részét ő maga készítette. Birdee ott marad nála éjszakára, reggel azonban korán hazasiet. Másnap, az anyja (aki nem tud az éjszakai kalandról) meghívja vacsorára Justint, majd magukra hagyja őket. Birdee újból ellenségesen bánik a férfival. Birdee ezután elmegy a helyi kocsmába, hogy jól leigya magát. Miután hazaér, a rosszalkodó gyomra miatt hosszasan a vécére hajol, majd a fürdőszobában fekve tölti az éjszakát. Anyjának is ott mondja el, hogy még mindig szereti a hűtlen férjét, Billt, de tudja, hogy a férfi már nem szereti őt. Úgy érzi, kislányával nem jól bánik, anyja azonban ellentmond neki.
Birdee anyja pár nap múlva rosszul lesz és meghal. A temetésre megérkezik Bill, aki veszekszik Birdee-vel, és bejelenti, hogy el akar válni tőle, hogy azzal a másik nővel éljen. Bernice az apjával szeretne lakni, ezért gyorsan összekap néhány holmit, hogy vele menjen, az apja azonban hallani sem akar a dologról, ami nagyon megbántja a kislányt.
Justin újra kezdi az udvarlást, és ezúttal Birdee pozitívan áll a dologhoz. Hamarosan négyesben nézik a tűzijátékot, és kézen fogva érkeznek haza.

## Szereplők
| Szereplő                             | Színész           | Magyar hang    |
| ------------------------------------ | ----------------- | -------------- |
| Birdee Pruitt                        | Sandra Bullock    | Für Anikó      |
| Justin Matisse                       | Harry Connick Jr. | Kautzky Armand |
| Ramona Calvert, Birdee anyja         | Gena Rowlands     | Dallos Szilvia |
| Bernice Pruitt, Birdee lánya         | Mae Whitman       |                |
| Bill Pruitt, Birdee férje            | Michael Paré      |                |
| Travis, Birdee lánytestvérének a fia | Cameron Finley    |                |
| Dot                                  | Dee Hennigan      | Incze Ildikó   |

## Díjak, jelölések
elnyert díjak
- 1999, Lone Star Film & Television Awards – legjobb színésznő: Sandra Bullock
- 1999, Lone Star Film & Television Awards – legjobb mellékszereplő színésznő: Gena Rowlands
- 1999, Young Artist Awards – legjobb női alakítás 10 éves kor alatt: Mae Whitman

jelölések
- 1998, YoungStar Awards – legjobb alakítás drámai filmben (fiatal színész): Cameron Finley
- 1998, YoungStar Awards – legjobb alakítás drámai filmben (fiatal színésznő): Mae Whitman
- 1999, Acapulco Black Film Festival – legjobb rendező: Forest Whitaker
- 1999, ALMA Awards – legjobb filmdal: All I Get
- 1999, Blockbuster Entertainment Awards – kedvenc színész drámai/romantikus filmben: Harry Connick Jr.
- 1999, Blockbuster Entertainment Awards – legjobb mellékszereplő színésznő drámai/romantikus filmben: Gena Rowlands
- 1999, Young Artist Awards – legjobb férfi alakítás 10 éves kor alatt: Cameron Finley